# Barskär (vid Norrskata, Korpo)
Barskär är en ö i Finland. Den ligger i Skärgårdshavet och i kommunen Pargas i den ekonomiska regionen  Åboland i landskapet Egentliga Finland, i den sydvästra delen av landet. Ön ligger omkring 47 kilometer sydväst om Åbo och omkring 190 kilometer väster om Helsingfors.
Öns area är 1,1 hektar och dess största längd är 160 meter i sydöst-nordvästlig riktning. I omgivningarna runt Barskär växer i huvudsak barrskog. Runt Barskär är det mycket glesbefolkat, med 7 invånare per kvadratkilometer. Närmaste större samhälle är Nagu, 17,8 km öster om Barskär.